# Alchemy (processeur)
Pour les articles homonymes, voir Alchemy.
Alchemy est une famille de microprocesseurs intégrés à très faible consommation conçus à l'origine par Alchemy Semiconductor pour les appareils de communication et de média. Les processeurs Alchemy sont des SoC intégrant un cœur de CPU, un contrôleur de mémoire et un ensemble variable de périphériques. Tous les membres de la famille utilisent le cœur de l'unité centrale Au1 qui implémente le jeu d'instructions MIPS32 de MIPS Technologies.

## Histoire
Alchemy Semiconductor était une société de semi-conducteurs sans usine basée à Austin, au Texas. Fondée en 1999 grâce à un investissement de départ de Cadence Design Systems, elle a acquis sous licence l'architecture MIPS 32 bits pour concevoir, développer et commercialiser des SoC à haute performance et à très faible consommation d'énergie pour le marché des dispositifs de périphérie de l'internet. Les périphériques ont été concédés sous licence par des tiers. L'équipe fondatrice comprenait d'anciens membres du Centre de recherche et de conception d'Austin de DEC qui travaillaient sur le projet StrongARM, dissous après que DEC a vendu son activité microprocesseurs à Intel. En mai 2000, Alchemy Semiconductor est devenue une société indépendante.
Alchemy Semiconductor a dévoilé le premier membre de la famille, le processeur Au1000, lors de l'Embedded Processor Forum à San Jose, CA, le 13 juin 2000,,avec un échantillonnage limité de clients en février 2001 et une disponibilité en quantités de production au deuxième trimestre de la même année, suivi en 2001 et 2002 par le Au1500 et le Au1100.
En février 2002, AMD a acquis Alchemy afin de concurrencer les processeurs XScale d'Intel basés sur l'ARM, successeurs de la gamme StrongARM. La famille s'est élargie avec le processeur de réseau de sécurité Au1550 et le processeur Au1200 optimisé pour les applications PMP, ainsi qu'avec le chipset sans fil Am1772 composé de l'émetteur-récepteur Am1770 et des puces de bande de base/MAC intégrées Am1771. À l'été 2006, AMD a vendu ses actifs Alchemy à Raza Microelectronics, rebaptisée par la suite RMI Corporation. Cette société a introduit les puces Au1210 et Au1250, basées sur la puce Au1200 et compatibles avec celle-ci, et enfin, en 2009, la série Au1300 intégrant un processeur graphique. RMI a fusionné avec NetLogic Microsystems fin 2009, elle-même rachetée par Broadcom Corporation en février 2012. Broadcom a continué à vendre des processeurs Alchemy, ne serait-ce qu'en vertu d'obligations de disponibilité à long terme, au moins jusqu'en 2017.

## Modèles
- Au1200
- Au1550
- Au1000
- Au1500
- Au1100